# Joseph Marrero
Joseph Yamil Marrero (San Juan, 4 settembre 1993) è un ex calciatore portoricano, di ruolo centrocampista.